# Michael Patrick Joseph Reilly

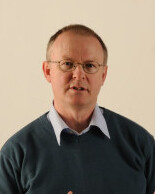
Michael Patrick Joseph Reilly (2009)

Michael Patrick Joseph Reilly (* 1958) ist ein neuseeländischer Historiker.

## Leben
Er erwarb den M.A. 1985 an der Victoria University of Wellington und 1991 den PhD an der Australian National University. Er ist Professor für Māori, Pazifik und Indigene Studien an der University of Otago.

## Schriften (Auswahl)
- als Herausgeber mit Jane Thomson: When the waves rolled in upon us. Essays in nineteenth-century Maori history. Dunedin 1999, ISBN 1-877133-20-5.
- War and succession in Mangaia. From Mamae’s texts. Auckland 2003, ISBN 0-908940-04-1.
- als Herausgeber mit Phyllis Herda und David Hilliard: Vision and reality in Pacific religion. Essays in honour of Niel Gunson. Canberra 2005, ISBN 1-74076-119-7.
- Ancestral voices from Mangaia. A history of the ancient gods and chiefs. Auckland 2009, ISBN 0-908940-08-4.